# 短轴雀麦
短轴雀麦（学名：[Bromus brachystachys] 错误：{{Lang}}：文本有斜体标记（帮助））为禾本科雀麦属下的一个种。

## 扩展阅读
- 維基物種上的相關：短轴雀麦